# Multi-Edit
Multi-Edit — текстовий редактор для програмістів і звичайних користувачів. Підтримує велику кількість популярних мов програмування — Delphi, FORTRAN-77, Python, Batch, SQL, Matlab, Tcl, REBOL, ColdFusion, COBOL, DBase, Verilog, C#, ASP, Ada, Aspect, Progress, C/C++, Java, JavaScript, AutoLISP, Modula-2, PERL, HTMLScript, PERLScript, BASIC, VB, ASM, CSS, PL/SQL, CSV, DataFlex, HTML, VHDL, Scilab тощо.

## Можливості
- Вбудований множинний буфер обміну;
- Вбудований ftp-клієнт;
- Підтримує інтеграцію з C++ Builder, Delphi, Microsoft Visual Studio, Oracle SQL, Macromedia ColdFusion і Watcom C/C++.